# Рогізно (Томашівський повіт)
Рогізно, (або Рогужно, Роґузьно, пол. Rogóźno) — село в Польщі, у гміні Томашів Томашівського повіту Люблінського воєводства. Населення — 1822 особи (2011).

## Історія

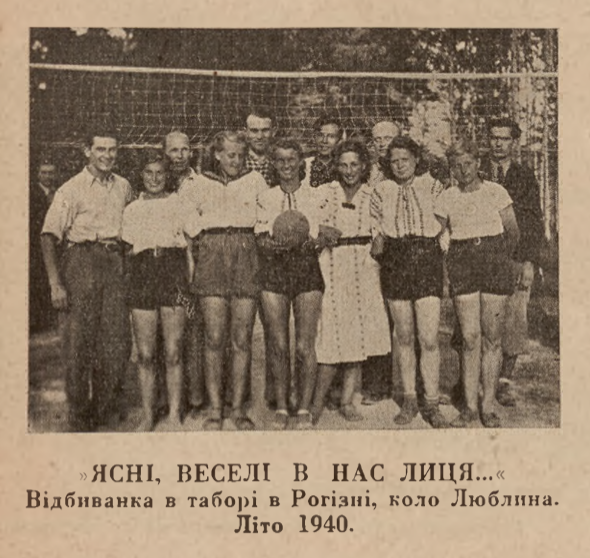
Українські юнацькі табори в селі Рогізне. Літо 1940 рік.

1531 року вперше згадується православна церква в селі.
За даними етнографічної експедиції 1869—1870 років під керівництвом Павла Чубинського, у селі здебільшого проживали римо-католики, меншою мірою — греко-католики, які розмовляли польською мовою.
Влітку 1940 року в Рогізному проходили українські молодіжні спортивні табори.
У 1975—1998 роках село належало до Замойського воєводства.

## Населення
Демографічна структура станом на 31 березня 2011 року:
|          | Загалом | Допрацездатний вік | Працездатний вік | Постпрацездатний вік |
| -------- | ------- | ------------------ | ---------------- | -------------------- |
| Чоловіки | 911     | 208                | 628              | 75                   |
| Жінки    | 911     | 186                | 573              | 152                  |
| Разом    | 1822    | 394                | 1201             | 227                  |

## Особистості

### Народилися
- Юрій Крих (1907—1991) — український скрипаль, диригент оркестру, педагог, професор.
- Йосип Ятчишин (нар. 1943) — український хімік[3].